# Wilfredo Huaita
Justiniano Wilfredo Huaita Núñez (Pausa, Páucar del Sara Sara, Ayacucho 1923 – Lima 1998) fue un ingeniero de minas y político peruano.

## Biografía
J. Wilfredo Huaita Nuñez, hijo de Eduardo y Nicolaza, nació un 5 de setiembre de 1923, realizó sus estudios escolares: primaria en el Instituto Pedagógico Nacional - CEP 624 - en el distrito de Pauza, Hoy Provincia Paucar del Sara Sara, Región Ayacucho, su lugar de nacimiento y los estudios secundarios en el Colegio Nacional Nuestra Señora de Guadalupe de Lima, obteniendo el primer puesto los cinco años de estudio, mereciendo la Medalla de Oro de la Promoción "Los Galvez 1942". 
Estudió ingeniería de minas en la antigua Escuela de Ingenieros (hoy Universidad de Ingeniería), obteniendo el título en 1948. 
Contrajo matrimonio con Virginia Guzmán Casillas, con quien tuvo 3 hijos.
De su larga trayectoria personal y profesional destaca como asesor de la Comisión de Minería del Senado y Comisión bicameral del Congreso de la República de Perú, por varios años y asesor ad honorem en la Asamblea Constituyente 1978.
Catedrático en la Facultad de Ciencias Administrativas de la Universidad Federico Villarreal. Catedrático y director del Programa Académico de Ingeniería Geología Minera y Metalúrgica en la Universidad Nacional de Ingeniería, UNI.
Perteneció a diferentes Instituciones como el Colegio de Ingenieros siendo presidente del Capítulo de Ingenieros de Minas en 1975 y vicedecano del Colegio de Ingenieros del Perú en los años 1972 y 1973. 
También fue dirigente notable de la cooperativa de servicios educacionales Abraham Lincoln, quien le agradece por todo su trabajo y esfuerzo en favor de restaurar el sentimiento cooperativo en esta gran empresa cooperativa, promotora del colegio peruano norteamericano Abraham Lincoln de La Molina en Lima, Perú.

## Trayectoria política
En su trayectoria política desde muy joven destacó por su lealtad, compañerismo y organizador, como fueron las Cédulas Residenciales, Comisiones Técnicas Políticas en los Planes de Gobierno Municipales y Nacionales, apoyó y representó al Partido Aprista Peruano en diferentes campañas, fue concejal de la Municipalidad de Lima Metropolitana, durante el periodo del alcalde Eduardo Orrego.
En 1985 fue nombrado ministro de Energía y Minas del primer gobierno del presidente Alan García.
Se desempeñó luego como Embajador del Perú en México hasta 1990.
Falleció en Lima, el viernes 4 de diciembre de 1998, siendo sus restos velados en su domicilio en Santiago de Surco y sepultados en el Parque Cementerio Jardines de la Paz de La Molina.